# Société anatomique de Paris
La Société anatomique de Paris est une société savante fondée en le 4 décembre 1803 (12 frimaire an XII) par Dupuytren (alors chef de travaux pratiques à l'École pratique de la Faculté de médecine de Paris et chirurgien de seconde classe à l'Hôtel-Dieu) et Laennec, à la suite des travaux de Xavier Bichat,  pour promouvoir la méthode anatomo-clinique. La querelle des deux premiers provoque la fin de fait de la Société en 1808.
En 1826, la Société est refondée sous les auspices de Jean Cruveilhier, successeur de Dupuytren et professeur d'anatomie pathologique depuis 1825, recrutant de jeunes membres de la Faculté à cette fin. Elle assure, entre 1826 et 1898, la publication des Bulletins de la Société anatomique de Paris. Les membres fondateurs, outre Cruveilhier, sont: Hippolyte Royer-Collard (1803-1850) (secrétaire) , Alexandre Brière de Boismont (1797-1881) (vice-président), Charles Clément (né en 1804) (vice-secrétaire), Charles Gustave Thouret (mort avant la fin de ses études médicales en 1829), Achille Comte (1802-1866), Adolphe Lenoir (1802-1860), Jean-Louis Bintot (né en 1798), Alphonse Robert (1801-1862), Pierre Joseph Manec (1799-1884), Auguste Bérard (1802-1846), Jean-Marie Joseph Pinault (1801-1868).
Les séances hebdomadaires se tiennent dans les  locaux de la Faculté de médecine de Paris. 
Elle est transférée au 45, rue des Saints-Pères à Paris depuis 1952. Les archives de la Société anatomique de Paris sont conservées à la bibliothèque Dechaume-Delarue (université Paris VI).
En 1999, elle se scinde en deux institutions :
- la section d'anatomie normale gardant le nom originel de  Société anatomique de Paris, et continuant de publier le Bulletin de la Société anatomique de Paris ;
- la section d'anatomie pathologique devant Société française de Pathologie, association régie par la loi de 1901, reconnue d'utilité publique, réunissant les anatomopathologistes quel que soit leur mode d'exercice.

## Membres et présidents de la Société
- Jean Cruveilhier (président perpétuel)[4]
- Charles-Polydore Forget,secrétaire pour 1833 et vice-président pour 1834
- Jean-Martin Charcot (président)
- Charles Bouchard
- Benjamin Ball
- Jules Béhier
- Albert Brault (président)
- Théodore Émile Leudet
- Gustave Roussy (président)
- Timothée Piéchaud
- Vincent Delmas
- Christian Vacher (président)
- Marc-Antoine Rousseau